# 本町 (国分寺市)
本町（ほんちょう）は、東京都国分寺市の町名。現行行政地名は本町一丁目から本町四丁目。郵便番号は185-0012。

## 地理
国分寺市の北東部に位置する。北は本多、東は小金井市貫井北町、南は南町、西は東恋ヶ窪に隣接する。国分寺駅周辺には飲食店等が多く、国分寺市一番の繁華街である。

## 歴史

### 歴史
明治22年４月１１日、国分寺駅が開業しました。開業同時は北口しかなく駅の北側に商店や住宅が建ちはじめたのが本町地区のはじまりです。当時は、花沢、殿ヶ谷戸、札の辻という地名でした。当初本町は1〜6丁目まであり現在の南町の一部も本町で現在の丁区分とは違いました。昭和31年南口が開業、その後北側が本町となり南側は南町となっていきます。当地に鎮座する本町南町八幡神社には各町会の神輿、太鼓山車庫があり、その中で南町１丁目自治会の太鼓山車には本町六丁目と刻まれています。毎年９月の例大祭では往時を偲ぶ話が聞かれます。

### 風紀の維持
2012年、東京都は本町二丁目および三丁目を都迷惑防止条例に基づき、客引きやスカウトのみならず、それらを行うために待機する行為なども禁止する区域に指定した。

## 世帯数と人口
2017年（平成29年）12月1日現在の世帯数と人口は以下の通りである。
| 丁目       | 世帯数    | 人口    |
| ---------- | --------- | ------- |
| 本町一丁目 | 94世帯    | 143人   |
| 本町二丁目 | 1,222世帯 | 2,003人 |
| 本町三丁目 | 807世帯   | 1,286人 |
| 本町四丁目 | 1,216世帯 | 2,076人 |
| 計         | 3,339世帯 | 5,508人 |

## 小・中学校の学区
市立小・中学校に通う場合、学区は以下の通りとなる。
| 丁目       | 番地 | 小学校               | 中学校               |
| ---------- | ---- | -------------------- | -------------------- |
| 本町一丁目 | 全域 | 国分寺市立第七小学校 | 国分寺市立第二中学校 |
| 本町二丁目 | 全域 | 国分寺市立第七小学校 | 国分寺市立第二中学校 |
| 本町三丁目 | 全域 | 国分寺市立第七小学校 | 国分寺市立第二中学校 |
| 本町四丁目 | 全域 | 国分寺市立第七小学校 | 国分寺市立第二中学校 |

## 交通

### 鉄道
- 東日本旅客鉄道（JR東日本）・西武鉄道
  - 国分寺駅

### 道路
- 東京都道133号小川山府中線（国分寺街道）

## 施設
- 早稲田大学系属早稲田実業学校初等部・中等部・高等部
- 西友国分寺店
- でんえん: 現存する数少ない名曲喫茶